# Municipio de Wanger
El municipio de Wanger (en inglés: Wanger Township) es una subdivisión administrativa del condado de Marshall, Minnesota, Estados Unidos. Según el censo de 2020, tiene una población de 73 habitantes.

## Geografía
Está ubicado en las coordenadas 48°24′24″N 96°42′13″O / 48.40667, -96.70361. Según la Oficina del Censo de los Estados Unidos, el municipio tiene una superficie total de 93.48 km², de la cual 93,36 km² corresponden a tierra firme y (0,13 %) 0,12 km² es agua.

## Demografía
Según el censo de 2020, hay 73 personas residiendo en la zona. La densidad de población es de 0.78 hab./km². El 94.52 % son blancos y el 5.48% son de una mezcla de razas. Del total de la población, el 2.74 % son hispanos o latinos de cualquier raza.